# أديسون كيلي
أديسون كيلي (بالإنجليزية: Addison Kelly)‏ هو لاعب كرة قاعدة أمريكي، ولد في 1875، وتوفي في 23 مارس 1942 في نيويورك في الولايات المتحدة.